# Icas egna varor

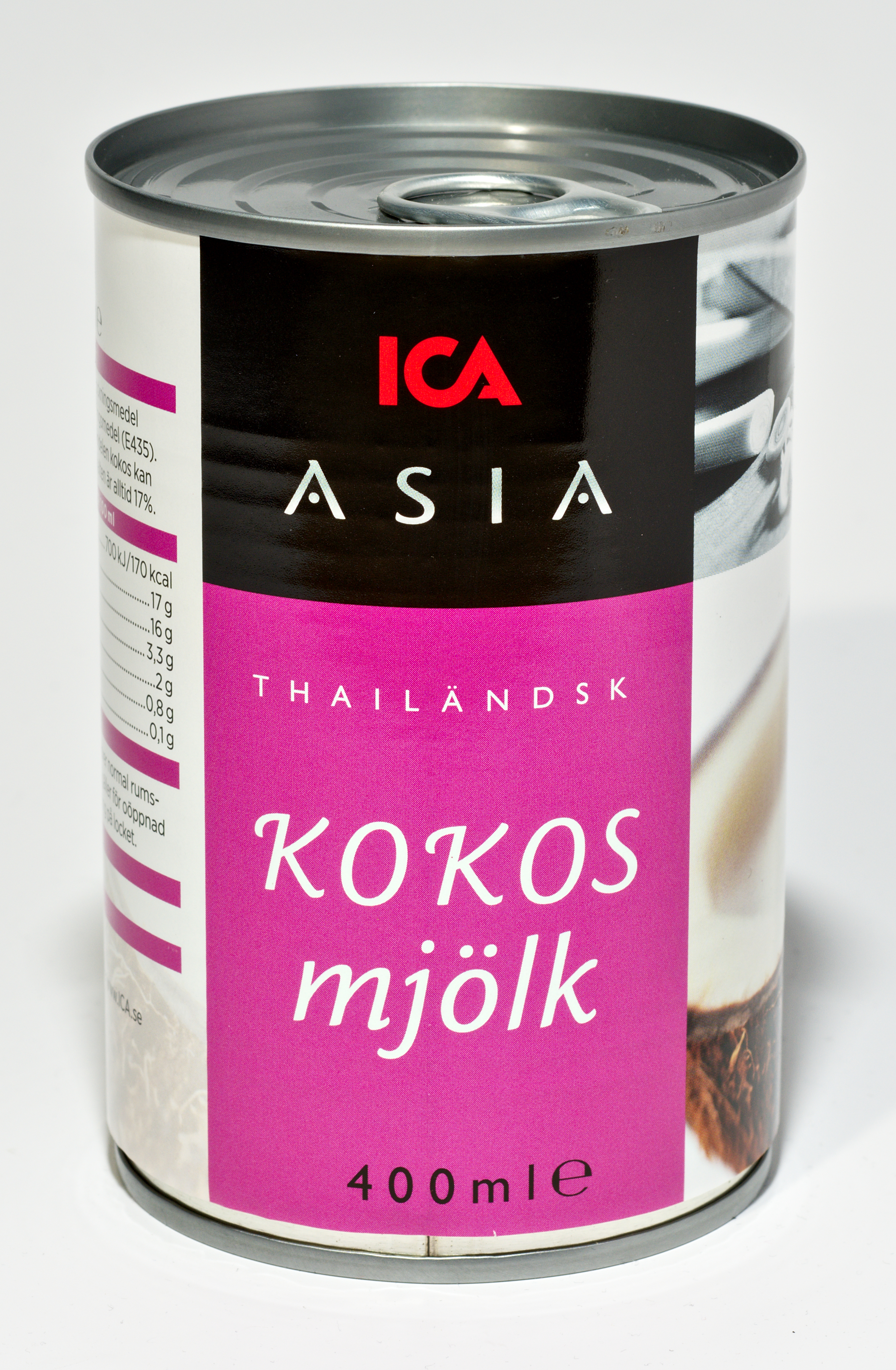
Icas konservburk med kokosmjölk.

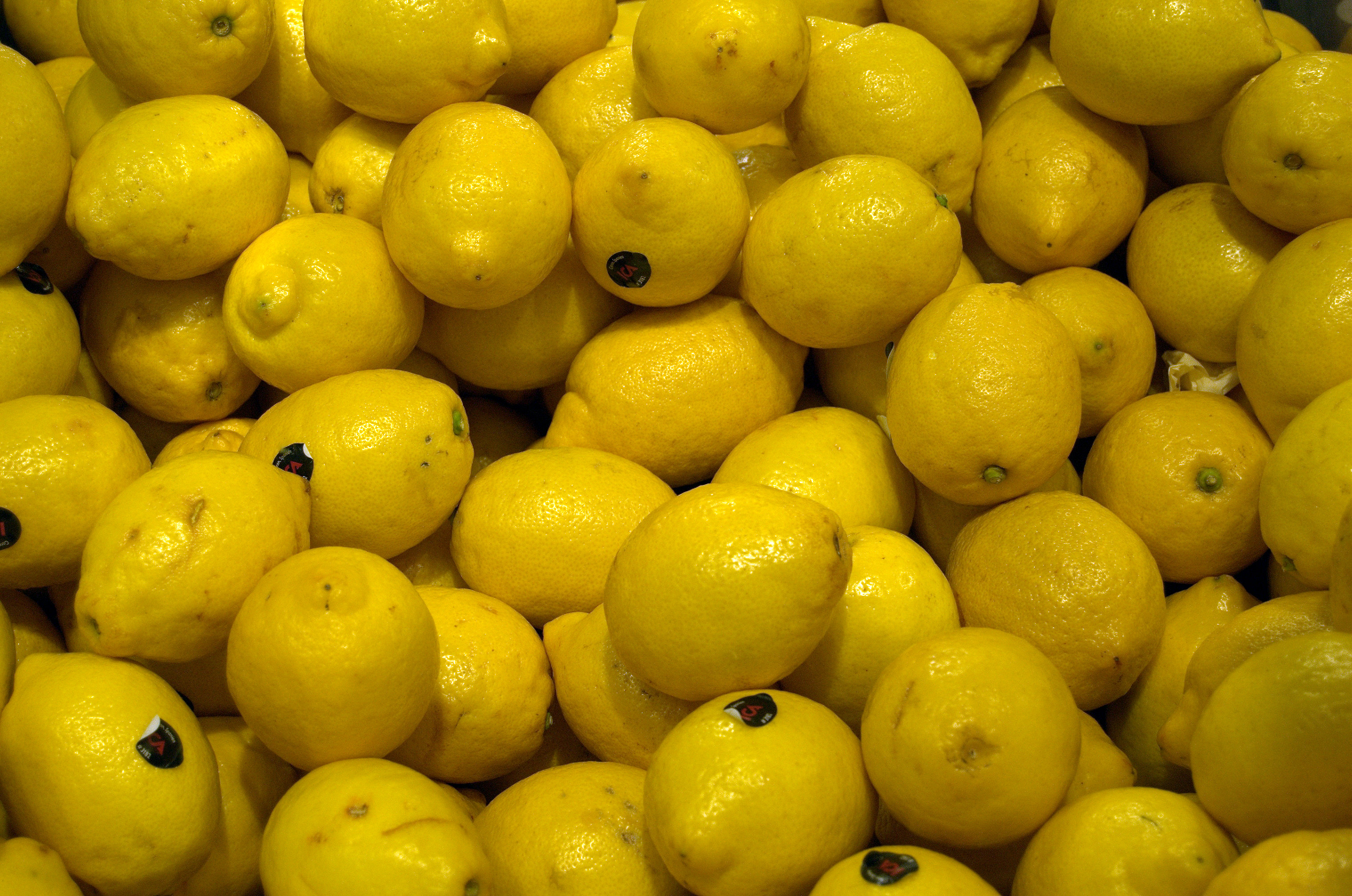
Icas egna citroner.

Icas egna varor är de varumärken och produktserier som utgör butikskedjan Ica:s egna märkesvaror. 

## Icas varumärken
Icas egna varumärken har förändrats sedan introduktionen 1922. Många har försvunnit ur sortimentet och nya märken har tillkommit.

### ICA
Hette Ica-handlarnas fram till år 2000. En stor serie varor som uppfyller Icas krav på smak och innehåll med syfte att komplettera sortimentet med avsaknade varor och att hålla ett lägre pris i jämförelse med tillverkarnas märkesvaror. Förutom standardmärket Ica finns följande märken:
- Ica Basic lanserades i september 2011 och avser Icas eget lågprissortiment. Produkterna vid lanseringen var i huvudsak desamma som tidigare marknadsförts under varumärket Euro Shopper[3], men Ica har enligt egen uppgift sett över sortimentet, rensat bort produkter och tagit bort tillsatsen glutamat.[4]
- Ica Selection är varor som innehåller extra fina råvaror.
- Ica I Love Eco är ekologiska livsmedel utan syntetiskt bekämpningsmedel och konstgödsel.
- Ica Gott Liv är livsmedel med fokus på hälsoaspekterna.
- Ica Cook & Eat och Ica Home omfattar hushållsartiklar såsom stek- och kokkärl, förvaringsburkar, glas, porslin, ljus, servetter och hemtextil.
- Ica Garden bestående av trädgårdsartiklar.

### Euro Shopper
En serie vardagliga varor till lågt pris. Euro Shopper är resultatet av ett samarbete mellan elva europeiska företag i tio länder, däribland Ica. Design och recept på produkterna är gemensam, medan varuval och kvalitet är lokalt anpassade. Ica har dock fasat ut Euro Shopper från och med september 2011 för att ersätta det med det egna lågprismärket Ica Basic.

### Skona
Egna märkesvaror med särskild miljöhänsyn. Omfattar hygien- och rengöringsartiklar.

### Novaline
Lanserades år 2000. Sortimentet innehåller glödlampor, proppar och batterier.

### Mywear
Mywear lanserades 2003. I Mywear-sortimentet ingår konfektion, underkläder, strumpor och strumpbyxor.